# 乌蒙小檗
乌蒙小檗（学名：Berberis woomungensis）为小檗科小檗属的植物，是中国的特有植物。分布在中国大陆的云南等地，生长于海拔3,700米至4,400米的地区，常生于山坡灌丛中，目前尚未由人工引种栽培。